# Christian Saba
Christian Saba, selten auch Christian Sabah, (* 29. Dezember 1978 in Accra) ist ein ehemaliger ghanaischer Fußballspieler. Einen Großteil seiner Laufbahn verbrachte er bei den Amateuren des FC Bayern München. Seit der Beendigung seiner Spielerlaufbahn ist er im Trainerstab der Jugend des FC Bayern tätig.

## Karriere

### Vereine
Bei King Harrison Accra (fußballerisch) groß geworden und aus der Jugend von Hearts of Oak hervorgegangen, gelangte Saba 1995 in die Jugendabteilung des FC Bayern München, nachdem er mit der ghanaischen U17-Nationalmannschaft 1995 in Ecuador den Titel des U17-Weltmeisters errungen hatte; mit ihm wurde auch sein Mitspieler Emanuel Bentil verpflichtet. Saba gehörte ab der Saison 1997/98 dem Profi-Kader der Bayern an, kam dort jedoch zu keinem Pflichtspieleinsatz und wechselte im Rahmen eines Ausleihgeschäftes in der Winterpause der Saison 1998/99 zum Ligakonkurrenten Hertha BSC. Sein einziges Bundesligaspiel bestritt er am 24. Mai 1999 (34. Spieltag) – in der 80. Minute für Anthony Sanneh eingewechselt – beim 6:1-Sieg im Heimspiel gegen den Hamburger SV. Durch ein weiteres Ausleihgeschäft wurde Saba zur Saison 1999/2000 an den Bundesligaaufsteiger Arminia Bielefeld abgegeben, mit dem er allerdings als Tabellensiebzehnter in die 2. Bundesliga abstieg und dort vertragsgemäß bis 31. Dezember 2000 – jedoch ohne Pflichtspieleinsatz – blieb.
Saba kam mit den Bayern-Amateuren mehrfach im DFB-Pokal gegen höherklassige Mannschaften zum Einsatz:
Am 31. August 2002 (1. Hauptrunde) unterlag er mit dem Regionalliga-Team mit 1:2 dem FC Schalke 04, am 2. August 2004 (1. Runde) gewann man gegen die Profis von Borussia Mönchengladbach mit 7:6 im Elfmeterschießen (wobei er einen Treffer beisteuerte), am 22. September 2004 (2. Runde) wurde das Spiel gegen Alemannia Aachen mit 2:1, am 9. November 2004 (Achtelfinale) gegen Eintracht Braunschweig mit 3:2 gewonnen und am 1. März 2005 (Viertelfinale) unterlag man mit 0:3 gegen Werder Bremen.
Aufgrund von personellen Engpässen im Abwehrbereich kehrte Saba in der Saison 2006/07 in den Kreis des Profikaders zurück und saß bei mehreren Spielen auf der Ersatzbank. In der Saison 2007/08 war er als Vertragsspieler Teil des erweiterten Profikaders. Nach 16 Jahren verließ er den FC Bayern München und beendete im Sommer 2011 seine Profikarriere.
Vom 1. November 2012 bis zum 30. Juni 2014 war er für die Münchner Amateure der SpVgg 1906 Haidhausen (Kreisliga München 3) aktiv, danach spielte er bis 2016 für den FC Wacker München (Kreisliga München 4).

### Trainer
Von 2015 bis 2019 war Saba Co-Trainer bei der U16 des FC Bayern München, seitdem ist er in gleicher Funktion in der U19 des FC Bayern tätig.

### Nationalmannschaft
Saba absolvierte 23 Junioren-Länderspiele für Ghana und gehörte (u. a. mit Samuel Kuffour) der Olympiaauswahlmannschaft an, die im olympischen Fußballturnier 1996 in Atlanta erst im Viertelfinale der Auswahl Brasiliens mit 2:4 Toren unterlag. Seine beiden Treffer erzielte er am 23. Juli 1996 in Washington im zweiten Gruppenspiel beim 3:2-Sieg über die Auswahl Italiens.

## Erfolge
- U17-Weltmeister 1995
- DFL-Ligapokal-Sieger 1997
- DFB-Pokal-Sieger 1998
- IFA Shield: 2005